# Eremobium diffusum
Eremobium diffusum là một loài thực vật có hoa trong họ Cải. Loài này được (Decne.) Botsch. mô tả khoa học đầu tiên năm 1964.